# Southwick (Massachusetts)
Southwick es un pueblo ubicado en el condado de Hampden en el estado estadounidense de Massachusetts. En el Censo de 2010 tenía una población de 9.502 habitantes y una densidad poblacional de 115,91 personas por km².

## Geografía
Southwick se encuentra ubicado en las coordenadas 42°3′9″N 72°46′39″O / 42.05250, -72.77750. Según la Oficina del Censo de los Estados Unidos, Southwick tiene una superficie total de 81.98 km², de la cual 79.83 km² corresponden a tierra firme y (2.63%) 2.15 km² es agua.

## Demografía
Según el censo de 2010, había 9.502 personas residiendo en Southwick. La densidad de población era de 115,91 hab./km². De los 9.502 habitantes, Southwick estaba compuesto por el 96.37% blancos, el 0.89% eran afroamericanos, el 0.25% eran amerindios, el 0.81% eran asiáticos, el 0.03% eran isleños del Pacífico, el 0.39% eran de otras razas y el 1.25% pertenecían a dos o más razas. Del total de la población el 2.08% eran hispanos o latinos de cualquier raza.